# Gen'ichirō Takahashi
Pour les articles homonymes, voir Takahashi.
Gen'ichirō Takahashi (高橋 源一郎, Takahashi Gen'ichirō, né le 1er janvier 1951) est un romancier japonais.

## Biographie
Takahashi naît à Onomichi, préfecture de Hiroshima et fréquente le département d'économie de l'université nationale de Yokohama sans en être diplômé. 
Il participe aux manifestations étudiantes de 1968 et 1969 (ja) de l'Université de Tokyo et est incuplé en novembre 1969 pour crime de préparation d'armes (ja) pour lequel il passe un an et demi en prison dans le centre de détention de Tokyo. Il en sortira souffrant d'aphasie. Dans le cadre de sa réhabilitation, ses médecins l'encouragent à commencer à écrire. 
Depuis avril 2005, il est professeur au département international de l'université Meiji Gakuin. 
Deux de ses anciennes épouses, Naoko Tanikawa (ja), Muroi Yuzuki (en), ainsi que sa fille ainée Mari Takahashi (ja) sont également écrivaines.
Sayonara, Gyangutachi (Sayonara, Gangsters), le premier roman de Takahashi, est publié en 1982 et remporte le prix Gunzō de littérature du premier roman. Il a été acclamé par la critique comme l'une des œuvres les plus importantes de la littérature japonaise d'après-guerre. Il a été traduit en portugais (brésilien) anglais, italien. Une traduction française par Jean-François Chaix a également été publiée en 2013.
En outre, son Yuga de kansho-teki na Nippon-yakyuu (« Baseball japonais : élégant et sentimental ») remporte le prix Mishima en 1988, et son Nihon bungaku seisui shi (The Rise and Fall of Japanese Literature) le prix Sei Itō. 
En 2012, Sayonara Christopher Robin (« Au revoir, Christopher Robin ») remporte le prix Tanizaki.
Il est également un essayiste reconnu, traitant différents domaines allant de la critique littéraire aux courses hippiques.

## Ouvrages

### Romans
- Sayonara, gyangutachi (さようなら、ギャングたち Sayonara Gangsters), 1982, Kōdansha. 
  - Traduction en anglais : Sayonara, Gangsters, par Michael Emmerich, 2008, Vertical.
  - Traduction en français : Sayonara Gangsters (traduction de l'anglais), par Jean-François Chaix, 2013, Books édition.
  - Traduction en italien : Sayonara Gangsters, par Gianluca Coci, 2008, Rizzoli.
  - Traduction en portugais (brésilien) : Sayonara Gangsters, par Jefferson J. Teixeira, 2006, Ediouro.
- Niji no achira ni: oovaa za reinbou (虹の彼方に - オーヴァー・ザ・レインボウ Over The Rainbow), 1984, Chuo Koron Shinsha.
- Jon Renon tai kaseijin (ジョン・レノン対火星人 John Lennon vs the Martians), 1985, Kadokawa Shoten.
- Yuga de kansho-teki na Nippon-yakyuu (優雅で感傷的な日本野球 Japanese Baseball: Elegant and Sentimental), 1988, Kawade Shobō Shinsha
- Pengin mura ni hi wa ochite (ペンギン村に陽は落ちて The Sun Sets in Penguin Village), 1989, Shueisha.
- Wakusei P-13 no himitsu (惑星P-13の秘密 The Secret of Planet P-13), 1990, Kadokawa Shoten.
- Goosutobasutaazu (ゴーストバスターズ Ghostbusters), 1997, Kōdansha.
- A.da.ru.to (あ・だ・る・と A.D.U.L.T), 1999, Shufu to Seikatsu-sha.
- Nihon bungaku seisui shi (日本文学盛衰史 The Rise and Fall of Japanese Literature), 2001, Kōdansha.
- Gojira (ゴヂラ Godzilla), 2001, Shinchosha.
- Kannou shousetsuka (官能小説家 Novelist of the Senses), 2002, Asahi Shinbun-sha.
- Kimi ga yo wa chiyo ni hachiyo ni (君が代は千代に八千代に May Your Reign Last Forever and Ever), 2002, Bungei Shunju.
- Seikou to ren'ai ni matsuwaru ikutsu no monogatari (性交と恋愛にまつわるいくつかの物語 Some Stories on Sex and Love), 2005, Asahi Shinbun-sha.
- Miyazawa Kenji gureetesuto hitsu (ミヤザワケンジ・グレーテストヒッツ Miyazawa Kenji's Greatest Hits), 2005, Shueisha.
- Itsuka souru torein ni noru hi made (いつかソウル・トレインに乗る日まで Until The Day We Ride the Soul Train), 2008, Shueisha.
- Aku to tatakau (「悪」と戦う Battling 'Evil'), 2010, Kawade Shobo Shinsha.
- Koisuru genpatsu (恋する原発 A Nuclear Reactor in Love), 2011, Kōdansha. 
  - Traduction en français : La Centrale en chaleur, par Sylvain Cardonnel, 2013, Books Edition.
- Sayonara kurisutofaa robin (さよならクリストファー・ロビン Goodbye, Christopher Robin), 2012, Shinchosha.

### Essais (sélection) et recueil de critiques littéraires
- Bungaku ja nai kamoshirenai shoukougun (文学じゃないかもしれない症候群 The Maybe-It's-Not-Literature Syndrome), 1992, Asahi Shinbun-sha.
- Ichioku sansenman nin no tame no shousetsu kyoushitu (一億三千万人のための小説教室 Novel Writing Class for 130 Million People), 2002, Iwanami Shinsho.
- Nippon no shousetsu: hyakunen no kodoku (ニッポンの小説 - 百年の孤独 The Japanese Novel: One Hundred Years of Solitude), 2007, Bungei Shunju.
- Ju-san hiai de 'meibun' wo kakeru you ni naru houhou (13日間で「名文」を書けるようになる方法 How to Write a 'Famous Novel' in 13 Days), 2009, Asahi Shinbun-sha.